# Chaerophyllum bulbosum
El perifollo bulboso (Chaerophyllum bulbosum) es una especie herbácea perteneciente a la familia de las apiáceas. Es originaria de  Europa y oeste de Asia. 

## Descripción
Es una hierba anual con hojas divididas y grandes umbelas de flores blancas. La planta se cultiva a pequeña escala en partes de Europa por la raíz comestible, que se parece a una zanahoria de color gris oscuro   con pulpa de color blanco amarillento. Después de la cosecha se almacena durante unos meses, tiempo durante el cual aumenta el contenido de azúcar a través de hidrólisis  de almidón  por las amilasas.  El almacenamiento también permite el desarrollo del sabor de la raíz, que es una reminiscencia del castaño. La raíz se prepara hervida.

## Taxonomía
El género fue descrito por Carlos Linneo y publicado en Species Plantarum 1: 258. 1753.
Sinonimia
- Chaerophyllum bulbosum var. caucasicum Fisch. ex Hoffm.
- Chaerophyllum caucasicum (Fisch. & Hoffm.) Schischk.
- Chaerophyllum laevigatum Vis.
- Chaerophyllum neglectum N.W.Zinger
- Chaerophyllum rapaceum Alef.
- Chaerophyllum verticillatum Pers.
- Myrrhis bulbosa Spreng.
- Myrrhis tuberosa J.Jundz.
- Polgidon bulbosum (L.) Raf.
- Scandix bulbosa Roth
- Selinum bulbosum E.H.L.Krause[3]